# Луксіка Кумхум
Luksika «Luk» Kumkhum (тай. ลักษิกา คำขำ; нар. 21 липня 1993) — тайська професійна тенісистка.

## Особисте життя
Луксіка Кумхум є відкритою лесбійкою.

## Фінали турнірів WTA

### Парний розряд: 1 (1 поразка)
| Легенда                             |
| ----------------------------------- |
| Турніри WTA Tour (0–0)              |
| Premier Mandatory & Premier 5 (0–0) |
| Premier (0–0)                       |
| International (0–1)                 |

| Титули за покриттям |
| ------------------- |
| Тверде (0–1)        |
| Трава (0–0)         |
| Ґрунт (0–0)         |
| Килим (0–0)         |

| Результат | Ранг | Дата            | Турнір                                        | Покриття | Партнер          | Опоненти                    | Рахунок  |
| --------- | ---- | --------------- | --------------------------------------------- | -------- | ---------------- | --------------------------- | -------- |
| Поразка   | 1.   | 24 вересня 2017 | Hansol Korea Open Tennis Championships, Seoul | Тверде   | Пеангтарн Пліпич | Кікі Бертенс Юганна Ларссон | 1–6, 4–6 |

## ITF Circuit finals

### Одиночний розряд: 24 (15–9)
| Легенда          |
| ---------------- |
| Турніри $100,000 |
| Турніри $75,000  |
| Турніри $50,000  |
| Турніри $25,000  |
| Турніри $10,000  |

| Титули за покриттям |
| ------------------- |
| Тверде (14–8)       |
| Ґрунт (0–0)         |
| Трава (0–0)         |
| Килим (1–1)         |

| Результат | Ранг | Дата              | Турнір                 | Покриття  | Опонент                     | Рахунок            |
| --------- | ---- | ----------------- | ---------------------- | --------- | --------------------------- | ------------------ |
| Перемога  | 1.   | 16 жовтня 2010    | Паттая, Таїланд        | Тверде    | Emma Flood                  | 6–4, 6–3           |
| Поразка   | 1.   | 23 жовтня 2010    | Khon Kaen, Таїланд     | Тверде    | Zhu Lin                     | 3–6, 2–6           |
| Поразка   | 2.   | 7 листопада 2010  | Маніла, Філіппіни      | Тверде    | Piia Suomalainen            | 3–6, 3–6           |
| Поразка   | 3.   | 4 грудня 2010     | Mandya, Індія          | Тверде    | Анастасія Васильєва         | 2–6, 6–3, 2–6      |
| Перемога  | 2.   | 7 травня 2011     | Бангкок, Таїланд       | Тверде    | Ayu Fani Damayanti          | 6–2, 6–2           |
| Перемога  | 3.   | 14 травня 2011    | Бангкок, Таїланд       | Тверде    | Пеангтарн Пліпич            | 6–1, 6–0           |
| Поразка   | 4.   | 4 червня 2011     | Бангкок, Таїланд       | Тверде    | Марта Сироткіна             | 4–6, 3–6           |
| Перемога  | 4.   | 18 червня 2011    | Паттая, Таїланд        | Тверде    | Лян Чень                    | 6–3, 6–4           |
| Поразка   | 5.   | 2 липня 2011      | Паттая, Таїланд        | Тверде    | Лян Чень                    | 6–2, 6–7(6–8), 5–7 |
| Перемога  | 5.   | 6 листопада 2011  | Кучинг, Малайзія       | Тверде    | Nungnadda Wannasuk          | 7–6(7–3), 6–3      |
| Перемога  | 6.   | 20 листопада 2011 | Маніла, Філіппіни      | Тверде    | Zhao Yijing                 | 4–6, 6–4, 6–2      |
| Перемога  | 7.   | 7 липня 2012      | Паттая, Таїланд        | Тверде    | Nungnadda Wannasuk          | 6–2, 6–2           |
| Перемога  | 8.   | 22 липня 2012     | Астана, Казахстан      | Тверде    | Nudnida Luangnam            | 3–6, 6–3, 6–3      |
| Перемога  | 9.   | 28 квітня 2013    | Phuket, Таїланд        | Тверде    | Ліза Вайбурн                | 6–0, 7–5           |
| Перемога  | 10.  | 24 листопада 2013 | Toyota, Японія         | Килим     | Hiroko Kuwata               | 3–6, 6–1, 6–3      |
| Поразка   | 6.   | 3 серпня 2014     | Ухань, КНР             | Тверде    | Ван Цян                     | 2–6, 2–6           |
| Перемога  | 11.  | 31 травня 2015    | Xuzhou, КНР            | Тверде    | Chang Kai-Chen              | 1–6, 7–5, 6–1      |
| Поразка   | 7.   | 29 листопада 2015 | Toyota, Японія         | Килим (i) | Яна Фетт                    | 4–6, 6–4, 4–6      |
| Поразка   | 8.   | 30 липня 2016     | Ухань, КНР             | Тверде    | Ван Цян                     | 5–7, 2–6           |
| Поразка   | 9.   | 21 травня 2017    | Інчхон, Південна Корея | Тверде    | Han Na-lae                  | 6–7(2–7), 5–7      |
| Перемога  | 12.  | 29 липня 2017     | Hua Hin, Таїланд       | Тверде    | Клейбанова Аліса Михайлівна | 7–5, 6–7(4–7), 6–3 |
| Перемога  | 13.  | 19 серпня 2017    | Nonthaburi, Таїланд    | Тверде    | Yuan Yue                    | 7–5, 6–2           |
| Перемога  | 14.  | 1 квітня 2018     | Кофу (Яманасі), Японія | Тверде    | Б'янка Андрееску            | 6–3, 6–3           |
| Перемога  | 15.  | 8 квітня 2018     | Касіва (Тіба), Японія  | Тверде    | Б'янка Андрееску            | 6–3, 7–6(7–4)      |

### Парний розряд: 16 (11–5)
| Легенда          |
| ---------------- |
| Турніри $100,000 |
| Турніри $75,000  |
| Турніри $50,000  |
| Турніри $25,000  |
| Турніри $10,000  |

| Титули за покриттям |
| ------------------- |
| Тверде (11–4)       |
| Ґрунт (0–0)         |
| Трава (0–0)         |
| Килим (0–1)         |

| Результат | Ранг | Дата              | Турнір                   | Покриття  | Партнер             | Опоненти                                 | Рахунок            |
| --------- | ---- | ----------------- | ------------------------ | --------- | ------------------- | ---------------------------------------- | ------------------ |
| Перемога  | 1.   | 24 жовтня 2010    | Khon Kaen, Таїланд       | Тверде    | Варатчая Вонгтінчай | Trang Huynh травняа Kato                 | 6–4, 7–5           |
| Перемога  | 2.   | 14 листопада 2010 | Маніла, Філіппіни        | Тверде    | Пеангтарн Пліпич    | Ivana King Jasmin Schnack                | 6–4, 7–5           |
| Перемога  | 3.   | 12 грудня 2010    | Бенгалуру, Індія         | Тверде    | Nungnadda Wannasuk  | Yi Chen Kumiko Iijima                    | 7–6(9–7), 5–7, 6–4 |
| Поразка   | 1.   | 19 червня 2011    | Паттая, Таїланд          | Тверде    | Napatsakorn Sankaew | Лян Чень Zhao Yijing                     | 6–1, 1–6, 5–7      |
| Перемога  | 4.   | 6 листопада 2011  | Кучинг, Малайзія         | Тверде    | Nungnadda Wannasuk  | Lu Jiaxiang Lu Jiajing                   | 6–4, 6–3           |
| Перемога  | 5.   | 13 листопада 2011 | Маніла, Філіппіни        | Тверде    | Пеангтарн Пліпич    | Zhao Yijing Zheng Junyi                  | 6–3, 6–0           |
| Поразка   | 2.   | 20 листопада 2011 | Маніла, Філіппіни        | Тверде    | Пеангтарн Пліпич    | Napatsakorn Sankaew Varunya Wongteanchai | 1–6, 6–3, 3–6      |
| Перемога  | 6.   | 22 липня 2012     | Астана, Казахстан        | Тверде    | Варатчая Вонгтінчай | Вероніка Капшай Катерина Яшина           | 6–2, 6–4           |
| Перемога  | 7.   | 2 вересня 2012    | Цукуба (Ібаракі), Японія | Тверде    | Варатчая Вонгтінчай | Yurina Koshino Mari Tanaka               | 6–2, 6–2           |
| Перемога  | 8.   | 5 травня 2013     | Ґіфу, Японія             | Тверде    | Erika Sema          | Хібіно Нао Riko Sawayanagi               | 6–4, 6–3           |
| Поразка   | 3.   | 3 листопада 2013  | Тайбей, Chinese Taipei   | Тверде    | Yi Chen             | Леслі Керкгове Arantxa Rus               | 4–6, 6–2, [12–14]  |
| Поразка   | 4.   | 7 липня 2014      | Бангкок, Таїланд         | Тверде    | Тамарін Танасугарн  | Варатчая Вонгтінчай Varunya Wongteanchai | 3–6, 6–4, [8–10]   |
| Поразка   | 5.   | 28 листопада 2015 | Toyota, Японія           | Килим (i) | Yuuki Tanaka        | Akiko Omae Пеангтарн Пліпич              | 6–3, 0–6, [9–11]   |
| Перемога  | 9.   | 2 квітня 2017     | Кофу (Яманасі), Японія   | Тверде    | Han Na-lae          | Erina Hayashi Robu Kajitani              | 6–3, 6–0           |
| Перемога  | 10.  | 28 липня 2017     | Hua Hin, Таїланд         | Тверде    | Ксенія Палкіна      | Naiktha Bains Karin Kennel               | 6–3, 2–6, [14–12]  |
| Перемога  | 11.  | 31 березня 2018   | Kōfu, Японія             | Тверде    | Гао Сіню            | Erina Hayashi Momoko Kobori              | 6–0, 2–6, [10–4]   |

## Grand Slam singles performance timeline
| Турнір                                 | Тур WTA 2013 | Тур WTA 2014 | Тур WTA 2015 | Тур WTA 2016 | Тур WTA 2017 | Тур WTA 2018 | W–L |
| -------------------------------------- | ------------ | ------------ | ------------ | ------------ | ------------ | ------------ | --- |
| Відкритий чемпіонат Австралії з тенісу | 2R           | 2R           | Q1           | 1R           | 1R           | 3R           | 4–5 |
| Відкритий чемпіонат Франції з тенісу   | Q2           | 1R           | A            | Q1           | A            | 1R           | 0–2 |
| Вімблдонський турнір                   | Q1           | Q2           | Q3           | 1R           | Q2           |              | 0–1 |
| Відкритий чемпіонат США з тенісу       | Q1           | Q2           | Q1           | Q1           | A            |              | 0–0 |
| Перемоги-Поразки                       | 1–1          | 1–2          | 0–0          | 0–2          | 0–1          | 2–2          | 4–8 |